# BMI Film & TV Awards 1997
Die Verleihung der BMI Film & TV Awards 1997 war die zwölfte ihrer Art. Bei der Verleihung werden immer Arbeiten des Vorjahres ausgezeichnet. In der Kategorie Most Performed Song from a Film werden die jeweiligen Songkomponisten ausgezeichnet, es kann hier also Abweichungen von den Soundtrackkomponisten geben.
In diesem Jahr wurde in der Kategorie „Most Performed Song from a Film“ dreimal derselbe Song ausgezeichnet.

## Preisträger

### BMI Film Music Award
- 101 Dalmatiner von Michael Kamen
- Eraser von Alan Silvestri
- Der Glöckner von Notre Dame von Alan Menken (Oscar-Nominierung als beste Filmmusik – Musical/Komödie 1997)
- Independence Day von David Arnold
- Mission: Impossible von Danny Elfman
- Der verrückte Professor von David Newman
- Phenomenon – Das Unmögliche wird wahr von Thomas Newman
- The Rock – Fels der Entscheidung von Hans Zimmer
- Star Trek: Der erste Kontakt von Jerry Goldsmith
- Twister von Mark Mancina

### Most Performed Song from a Film
- Phenomenon – Das Unmögliche wird wahr von Careers-BMG Music Publishing, Inc. (für den Song Change the World)
- Phenomenon – Das Unmögliche wird wahr von Magic Beans Music (für den Song Change the World)
- Phenomenon – Das Unmögliche wird wahr von Wayne Kirkpatrick (für den Song Change the World)

### BMI TV Music Award
- 20/20 von Robert Israel
- Hinterm Mond gleich links von Ben Vaughn
- Cosby von Benny Golson und Bill Cosby
- Drew Carey Show von W. G. Snuffy Walden und Allen Reynolds
- Emergency Room – Die Notaufnahme von Martin Davich
- Fired Up! von Mark Mothersbaugh und Allee Willis
- Frasier von Bruce Miller und Darryl Phinnessee
- Verrückt nach dir von Paul Reiser und David Kitay
- New York Cops – NYPD Blue von Mike Post und Ian Dye
- Ein Hauch von Himmel von Marc Lichtman
- Walker, Texas Ranger von Tirk Wilder, Chuck Norris und Kevin Kiner

### Special Recognition
- „The Olympic Tribute Award“: John Williams, Basil Poledouris, Stephen James Taylor, Michael Kamen, Kenneth Edmonds, David Foster und Linda Thompson

### Richard Kirk Career Achievement Award
- Patrick Williams